# Ешброн
Ешброн (њем. Eschbronn) општина је у њемачкој савезној држави Баден-Виртемберг. Једно је од 21 општинског средишта округа Ротвајл. Према процјени из 2010. у општини је живјело 2.090 становника. Посједује регионалну шифру (AGS) 8325071.

## Географски и демографски подаци
Ешброн се налази у савезној држави Баден-Виртемберг у округу Ротвајл. Општина се налази на надморској висини од 700 метара. Површина општине износи 11,0 km². У самом мјесту је, према процјени из 2010. године, живјело 2.090 становника. Просјечна густина становништва износи 191 становника/km².